# Bibemi
Bibemi es una comuna camerunesa perteneciente al departamento de Bénoué de la región del Norte.
En 2005 tiene 133 191 habitantes, de los que 9140 viven en la capital comunal homónima.
Se ubica a unos 50 km al este de Garua. Su territorio es fronterizo con la región chadiana de Mayo-Kebbi Oeste.

## Localidades
Comprende la ciudad de Bibemi y las siguientes localidades:
- Adoumri
- Ady
- Aoudjali
- Arabo
- Ba Hamadicko
- Ba Ndoro
- Baboudji
- Badeou
- Badjima
- Bahimi
- Baksa
- Balda
- Bantadjé
- Beboumza
- Bessoum
- Bidé
- Bikalé
- Bimare
- Boéli
- Boui
- Boula Ibbi
- Bounga
- Dandéré
- Déou
- Derentcheng
- Djaloumi
- Djénnéo
- Djougoundou
- Douggué
- Faltigou
- Famou
- Famouré
- Farsatou
- Gali II
- Gobtikéré
- Goka
- Gonzouné
- Goré Ardo
- Goré Ngaska
- Hamaladdé
- Holma
- Houla
- Houla Fandou
- Kakou
- Kalao
- Kalianfou
- Kapanay
- Katcheo
- Kilbao
- Koredje
- Kouladjé
- Labbaré
- Laddé Goré
- Lam
- Lawa
- Lombo
- Lominguel
- Maaloum
- Madjoldé
- Mafalé
- Makassélé
- Mandjaoula
- Mandjimi
- Matsiri
- Mayo Barka
- Mayo Biridji
- Mayo Laouladjé
- Mayo Lopé
- Mbela Djouka
- Mbela Do Wouro
- Mbela Kole
- Mbigou
- Mbolom
- Nakéré
- Nassarao
- Ndiam Badi
- Ndonga
- Neftengol
- Ngaouli
- Njarendi Bello
- Ouro Gaskia
- Ouro Guendedji
- Padermi
- Patadjé
- Pomla
- Riwongo
- Sabongari
- Séboré
- Séboré Daouda
- Sirlawé
- Sisséri
- Sossari
- Soulmaki
- Tam
- Tchakari
- Tihélé
- Towngo
- Vounré
- Waga
- Wandjara
- Waro
- Windé Bibemi
- Windé Patadjé
- Wouro Bah Barka
- Wouro Donka
- Wouro Goulbé
- Wouro Hardé
- Wouro Kianda
- Wouro Kio
- Yalango
- Yiaberya